# Cyclocross-Weltmeisterschaften 2002
Die Cyclocross-Weltmeisterschaften 2002 wurden am 2. und 3. Februar im belgischen Zolder ausgetragen. Die Wettkämpfe fanden auf dem Gelände des Circuit Zolder statt.

## Ergebnisse

### Männer
| Platz | Land    | Sportler        |
| ----- | ------- | --------------- |
| 1     | Belgien | Mario De Clercq |
| 2     | Belgien | Tom Vannoppen   |
| 3     | Belgien | Sven Nys        |

### Frauen
| Platz | Land        | Sportler             |
| ----- | ----------- | -------------------- |
| 1     | Frankreich  | Laurence Leboucher   |
| 2     | Deutschland | Hanka Kupfernagel    |
| 3     | Niederlande | Daphny van den Brand |

### Junioren
| Platz | Land       | Sportler          |
| ----- | ---------- | ----------------- |
| 1     | Belgien    | Kevin Pauwels     |
| 2     | Polen      | Krzysztof Kuźniak |
| 3     | Tschechien | Zdeněk Štybar     |

### U 23
| Platz | Land        | Sportler        |
| ----- | ----------- | --------------- |
| 1     | Niederlande | Thijs Verhagen  |
| 2     | Belgien     | Davy Commeyne   |
| 3     | Tschechien  | Tomáš Trunschka |